# Slaget vid Castillon
Slaget vid Castillon var ett slag under Hundraårskriget den 17 juli 1453 mellan franska och engelska trupper.
På sommaren 1451 hade fransmännen drivit ut engelsmännen ur Normandie och erövrat Akvitanien. Akvitaniens adelsmän var dock lojala mot den engelske kungen och vädjade om hjälp. En engelsk här, under John Talbot, 1:e earl av Shrewsbury, landsteg i oktober 1452 och återerövrade Bordeaux. I juli 1453 gav sig Talbot iväg för att undsätta den av Jean Bureau belägrade staden Castillon-la-Bataille. Bureau lät sitt artilleri beskjuta staden, men han var medveten om att engelsmännen närmade sig och lät vända kanonerna åt motsatt håll. Talbot, som red i spetsen förleddes att tro att fransmännen retirerade och gjorde därför chock mot jordvallarna Bureau hade kastat upp för att skydda sina styrkor mot anfall. Projektiler från de franska kanonerna och bågskyttarnas pilar skapade oordning bland ryttarna. Ett ögonvittne skrev: Artilleriet vållade engelsmännen stor skada, ty varje skott slog ned fem eller sex män.... Talbot själv stupade sedan hans häst skjutits, och till sist flydde den engelska armén. Fransmännen återtog därefter Akvitanien.